# Evansville (Wisconsin)
Evansville è un comune degli Stati Uniti d'America, nella Contea di Rock, nello Stato del Wisconsin.